# IC 298
IC 298 (również Arp 147) – para powiązanych ze sobą grawitacyjnie galaktyk znajdująca się w konstelacji Wieloryba. Znajduje się w odległości około 400 milionów lat świetlnych od Ziemi. Została odkryta 29 grudnia 1893 roku przez francuskiego astronoma Stéphane’a Javella.

## Charakterystyka
Galaktyka po lewej stronie przypomina cyfrę „jeden”, gdyż jest ustawiona prawie dokładnie bokiem do obserwatora z punktu widzenia Ziemi. Jej kształt to stosunkowo regularny gładki pierścień gwiazd. Druga galaktyka, przypominająca cyfrę „zero”, wygląda jak regularny pierścień. Zachodzą w niej intensywne procesy formowania gwiazd.
Prawdopodobnie niebieskawy pierścień galaktyki widocznej z prawej strony powstał, gdy czerwonawa galaktyka przeszła przez jej środek. Takie zderzenie galaktyk mogło doprowadzić do powstania fali uderzeniowej, która wyrzuciła materię formując pierścień i zainicjowała proces powstawania gwiazd. Centrum uderzonej galaktyki znajduje się w czerwonym fragmencie widocznym w lewej dolnej części niebieskiego pierścienia. Pierścień ten składa się z ogromnej liczby młodych, masywnych gwiazd, które jasno płoną i żyją krótko, po kilku milionach lat eksplodując jako supernowe i zostawiając po sobie gwiazdy neutronowe lub czarne dziury. Obiekty te mogą stać się jasnymi źródłami promieniowania rentgenowskiego o ile mają gwiazdę towarzysza.
W pierścieniu IC 298 zaobserwowano dziewięć rozproszonych takich źródeł. Są one na tyle jasne, że są to najprawdopodobniej czarne dziury o masach wynoszących około 20 razy więcej niż masa Słońca. Jądro galaktyki przypominającej cyfrę „zero” również emituje promieniowanie rentgenowskie, co wskazuje, że może zawierać supermasywną czarną dziurę.
Badania prowadzone w podczerwieni oraz ultrafiolecie pozwoliły oszacować tempo formowania nowych gwiazd w pierścieniu. Wynika z nich, że najbardziej intensywny okres formowania gwiazd zakończył się około 15 milionów lat temu.